# Artyomovszk
Artyomovszk (oroszul: Артёмовск) város Oroszország ázsiai részén, a Krasznojarszki határterület Kuraginói járásában. A vidék aranybányászatának régi központja. Korábbi neve 1939 előtt: Olhovka, Olhovszkij Gorod.
Népessége: 2179 fő (a 2010. évi népszámláláskor).

## Elhelyezkedése
Krasznojarszktól 380 km-re délre, a Keleti-Szaján délnyugati lejtőjén helyezkedik el. Kuragino járási székhelytől 98 km-re, az Abakan–Tajset vasútvonalon fekvő Kosurnyikovo nevű állomástól 12 km-re fekszik, melyhez autóúttal kapcsolódik.

## Története
A mai Artyomovszk helyén 1700-ban aranyásók alakítottak kisebb kezdetleges települést, melyet csak nyaranta laktak és Olhovkának neveztek el. (Az orosz ольха [olha] jelentése: 'égerfa'). 1835-től már az aranyásók állandó települése volt. Egy aranybányászatban érdekelt nagyvállalkozó 1914-ben megszervezte az aranyércek ipari méretű bányászatát és helyi feldolgozását, fatüzelésű erőművet is létesített. A bánya mellett lassanként kialakult egy felső település, és onnan az ércet lovas fogattal szállították a 3 km-re fekvő alsó településre, ahol a feldolgozás történt. A szovjet időszakban az aranybányászatot is államosították és központosították. 1927-ben a lóvontatást drótkötélpálya váltotta fel, 1930-ban Kuragino járási székhelyig utat építettek. 1939-ben Olhovkát az alsó és a felső településsel együtt városi rangra emelték és a várost egy bolsevik forradalmárról Artyomovszknak nevezték el. Ekkor már több igazgatási, oktatási, kulturális intézménye működött.
1940-ben a városban megalakult a környék 16 bányavállalatát egyesítő kombinát. 1957-ben a várost a Kuraginói járáshoz csatolták. 1966-ban az eredeti, olhovkai bányát bezárták, mert a  készletek kimerültek, de a város szélén 1957-ben nyitott bánya 1979-ig működött. 1990-től az aranybányászat csökkenni kezdett, az új építkezések leálltak, kulturális és egészségügyi intézmények zártak be. 1995-re a bányászat teljesen megszűnt, de a századfordulón alakult részvénytársaság újraindította a termelést.